# Liste der Monuments historiques in Perrogney-les-Fontaines
Die Liste der Monuments historiques in Perrogney-les-Fontaines führt die Monuments historiques in der französischen Gemeinde Perrogney-les-Fontaines auf.

## Liste der Objekte
| Bezeichnung | Beschreibung            | Standort                            | Kennzeichnung | Schutzstatus | Datum | Bild |
| ----------- | ----------------------- | ----------------------------------- | ------------- | ------------ | ----- | ---- |
| Wegekreuz   | aus dem 14. Jahrhundert | Perrogney, südlich des Ortes (Lage) | PA00079183    | Inscrit      | 1925  |      |